# Kuhano vino
Kúhano víno (tudi kúhanček ali kúhanec) je kuhana alkoholna pijača, kateri so primešani sladkor in nekatere začimbe, kot so cimet in klinčki. Lahko se servira kot hladni ali topli napitek.

## Priprava
Največjo pozornost zahteva počasno vretje pripravka, ki zniža količino alkohola, odvisno od okusa. Ker etilni alkohol izhlapi pri 83 °C, bi torej vretje ne smelo preseči te temperature. S tem v zvezi se tudi pojavi problem sladkanja, saj sladkor pri visoki temperaturi ustvarja gruščaste delce, pri nižjih temperaturah pa sladkor poveča alkoholno stopnjo in je v določeni meri tudi težko prebavljiv. Pravilna priprava kuhanega vina torej zahteva, da vretje poteka dolgo časa pri nizki temperaturi, dokler se ne doseže želena stopnja alkohola.
Zaradi zahtevnosti te priprave je v navadi postopek, pri katerem se v vino zameša sladkor skupaj z začimbami že v začetku segrevanja in se ga ob stalnem mešanju dobro razstopi. Ko pripravek zavre, je treba prižgati hlape nad njim tako, da alkohol izgori popolnoma ali do želene stopnje. Pri tem postopku mora biti začimb več, ker je kuhanje kratkotrajno.

## Začimbe
Najpogosteje se v kuhano vino dodajajo klinčki, cimet, janež, bezeg in muškatni orešek, pa tudi druge začimbe, odvisno od okusa. Večkrat se zakuhajo tudi limonine in pomarančne lupine, ponekod tudi krhlji mandarine, vendar spadajo ti pripravki že med punče. Ker je kuhano vino najbolj razširjeno v alpskih pokrajinah, se količina in vrsta začimb razlikuje tudi glede na razpoložljive rastline. Tako se na primer ponekod v Avstriji uporablja kuhano belo vino z dodatkom encijana kot digestiv.

## Raznolikost
Navada kuhanega vina izhaja iz gorskih področij osrednje Evrope, kjer se je razvila za boljše počutje v dolgih mrzlih večerih, a se je s časom razširila na vso Evropo in dobila veliko različic. Glavne razlike so seveda v vinu samem, ker ima vsaka dežela svoje vino in čeprav predvideva osnovni recept le črno vino, se je uveljavila tudi raba belega vina posebno ponekod v Nemčiji in Italiji. Odvisna od kakovosti vina je pa tudi količina sladkorja in izbira začimb.
Važna spremenljivka pri kuhanju vina je temperatura serviranja. V južnih predelih Evrope se je uveljavilo ohlajeno vino in se velikokrat servira kot aperitiv. Tak pripravek se po navadi skuha dan prej in nato ostane v hladilniku do uporabe. Alkohola se v tem primeru ne požiga, pusti se ga le nekaj časa hlapeti, in začimb se ne odstrani do serviranja. 
V teku stoletij se je ustalila navada, da se pripravlja kuhano vino na raznih veselicah, opasilih in sejmih, kar ga je uvrstilo med narodne jedi, ali bolje, med kmečko hrano alpskih pokrajin. Hladno kuhano vino pa, čeprav so ga prvi ponujali sicilski kmetje, spada med prefinjene jedi visoke kuhinje in se servira kot posebnost.